# Амбросио, Алессандра
Алесса́ндра Кори́н Мари́я Амбро́сио (Амброзиу; порт.-браз. Alessandra Corine Maria Ambrósio [aleˈsɐ̃dɾɐ ɐ̃ˈbɾɔzju]; род. 11 апреля 1981, Эрешин, Риу-Гранди-ду-Сул, Бразилия) — бразильская супермодель. Амбросио наиболее известна работой с Victoria's Secret, она стала первой моделью дочернего бренда Victoria’s Secret — PINK line. Бывший «ангел» Victoria’s Secret и лицо таких брендов, как Next, Armani Exchange, Christian Dior и Ralph Lauren.
Также Амбросио является послом доброй воли National Multiple Sclerosis Society, занимающегося рассеянным склерозом. Амбросио стала второй по версии сайта AskMen.com в опросе «99 самых желанных женщин 2008».

## Биография
Амбросио родилась в маленьком городке Эрешин на юге Бразилии. Она наполовину полька, наполовину итальянка.
Желание стать фотомоделью появилось у Амбросио в восьмилетнем возрасте. Первые шаги в модельной карьере начала в 12 лет, когда она поступила на модельные курсы. В 15 лет она одержала победу в национальном конкурсе Elite Model Look, после которой получила контракт.
Её первой крупной работой стали съёмки для журнала ELLE, лицо Амбросио появилось на обложке.
Амбросио сразу была замечена и дальше, в её карьере, появились работы с крупнейшими мировыми бренд-компаниями, включающими такие имена, как Ревлон (англ. Revlon), Rolex, Giorgio Armani, Calvin Klein и Ralph Lauren, а также известный во всем мире Pirelli calendar.
Амбросио появлялась на обложках самых известных журналов моды, включая Vogue, Harper's Bazaar, Marie Claire, ELLE. Она работала с такими ведущими дизайнерами как Laura Biagiotti, Christian Lacroix, Byblos, Fendi, Issey Miyake, Kenzo, Christian Dior, Nicole Miller, Ralph Lauren, Giorgio Armani, Vivienne Westwood, Oscar de la Renta и многими другими.
Более всего Амбросио ассоциируется с американской линией женского белья Victoria’s Secret. Впервые она приняла участие в шоу-показе Victoria’s Secret в 2001 году, начав своё многолетнее сотрудничество с компанией. В 2004 году она стала «лицом» новой линии белья Pink от Victoria’s Secret. Сейчас она является одной из «ангелов» Victoria’s Secret.
В 2006 году сыграла эпизодическую роль теннисистки в фильме о Джеймсе Бонде «Казино Рояль».
13 августа 2012 года приняла участие в церемонии закрытия XXX Летних олимпийских игр в Лондоне. Модель вместе со звёздами эстрады и спорта представляла принимающую страну следующей XXXI Летней олимпиады — Бразилию.
В июле 2016 года вышел клип M.I.L.F. $ певицы Ферги, где она приняла участие вместе с дочерью Аней.
Амбросио выпускала собственную линию купальников, носящую её имя (Alessandra Ambrosio by Sais). Также сотрудничала с брендом Revolve выпускала одежду и купальники.
С 2019 года вместе с сестрой Алин и подругой Жизель открыли свой бренд купальников под маркой GAL Floripa.

## Личная жизнь
С 2005 года Амбросио встречалась с бизнесменом Джейми Мазуром. 24 августа 2008 года у пары родилась дочь Аня Луиза Амбросио-Мазур, а 7 мая 2012 года — сын Ноа Феникс Амбросио-Мазур. В 2018 году пара рассталась, но остались друзьями.

## Фильмография
| Год       |     | Русское название                      | Оригинальное название              | Роль                        |
| --------- | --- | ------------------------------------- | ---------------------------------- | --------------------------- |
| 2006      | ф   | Казино «Рояль»                        | Casino Royale                      | теннисистка                 |
| 2007      | с   | Красавцы                              | Entourage                          | модель Victoria’s Secret #1 |
| 2007      | с   | Как я встретил вашу маму              | How I Met Your Mother              | в роли самой себя           |
| 2010      | с   | Сплетница                             | Gossip Girl                        | топ-модель                  |
| 2010      | кор | —                                     | Modelgeddon                        | боец                        |
| 2013      | кор | Чудеса науки 2 с Алессандрой Амбросио | Weird Science 2: Strange Chemistry | детка                       |
| 2014      | с   | Новенькая                             | The New Girl                       | в роли самой себя           |
| 2015      | с   | Тайные истины                         | Verdades Secretas                  | Самия                       |
| 2015      | ф   | Здравствуй, папа, Новый год!          | Daddy’s Home                       | Карен                       |
| 2015—2016 | с   | —                                     | Love Advent                        | в роли самой себя           |
| 2016      | ф   | Черепашки-ниндзя 2                    | Teenage Mutant Ninja Turtles 2     | в роли самой себя           |
| 2017      | ф   | —                                     | Double Dutchess: Seeing Double     | Алессандра                  |
| 2017      | ф   | Здравствуй, папа, Новый год! 2        | Daddy’s Home 2                     | Карен                       |
| 2019      | с   | Американская домохозяйка              | American Housewife                 | в роли самой себя           |